# Miss Nobody (Filmreihe)
Miss Nobody war eine Detektivfilm-Reihe, die von der Firma Karl Werner Film Berlin/Köln im Jahre 1913 produziert wurde.
Die Rolle des weiblichen Detektivs Miss Nobody in diesen Stummfilmen spielte Senta Eichstaedt. Regie führte Willy Zeyn senior. Kameramann war Georg Paezel, die Bauten entwarf der Filmarchitekt Kurt Dürnhöfer. Nach dem derzeitigen Stand der Forschung sind drei Folgen bekannt, deren Länge von zwei über vier bis auf sechs Akte anwuchs.
Bei der ersten Folge besorgte die Schauspielerin Anni Mewes auch den Schnitt. In der dritten Folge assistierte der sonst zumeist als Aufnahmeleiter arbeitende Ernst Körner dem Regisseur Zeyn und übernahm auch eine kleine Rolle.
Als weitere Darsteller traten in der Serie Josef Coenen, Hansi Dege, Fred Goebel, Karl Harbacher, Hermann Seldeneck und Adele Reuter-Eichberg auf.
Bis auf die letzte Folge, deren Manuskript Rudolf del Zopp verfasste, sind die Autoren der Drehbücher nicht überliefert.

## Filme
| Jahr | Serien-Nr. | GECD # | Titel                                                         | Regisseur       | Darsteller                            | Manuskript      | Akte |
| ---- | ---------- | ------ | ------------------------------------------------------------- | --------------- | ------------------------------------- | --------------- | ---- |
| 1913 | I.         | #30790 | Der schwarze Diamant                                          | Willy Zeyn sen. | Senta Eichstaedt                      | ?               | 2    |
| 1913 | I.         | #33419 | Nobody, der schwarze Diamant                                  | ?               | Käthe Wittenberg                      | ?               | 2    |
| 1913 | II.        | #23252 | Das Geheimnis von Chateau Richmond                            | Willy Zeyn sen. | Senta Eichstaedt ? Käthe Wittenberg ? | ?               | 4    |
| 1913 | [III. ?]   | #26288 | Die Jagd nach der Hundertpfundnote oder Die Reise um die Welt | Willy Zeyn sen. | Senta Eichstaedt                      | Rudolf del Zopp | 6    |

## Titelfigur
Der Name Nobody für die Figur des weiblichen Detektivs wurde vermutlich bei dem heute vergessenen SciFi- und Kolportage-Autor Robert Kraft (1869–1916) entlehnt, welcher zwischen 1904 und 1906 eine 11-teilige Romanserie mit dem Titel „Detektiv Nobodys Erlebnisse und Reiseabenteuer“ publizierte. Sie erschien zunächst in Lieferungsheften und dann in Buchform im Verlag H. G. Münchmeyer in Dresden, der auch die Kolportageromane von Karl May herausgab.
“Pendant zu Stuart Webbs im deutschen Film war Nobody, gespielt von Senta Eichstaedt. In der Gestalt der Detektivin besitzt die Frau bereits die Position des gleichberechtigt freien Blicks, den die Protagonistinnen anderer Filme mehr oder weniger erst entwickelten. Folgerichtig ist diese Figur auch durch und durch als fiktionale kenntlich...”.
“Die Detektivin Mrs. Nobody (Senta Eichstaedt) jagte bereits 1913 selbstständig Verbrecher und übergab sie der Polizei. Die Filmfigur Nobody rückte den weiblichen Blick in die Mitte des Geschehens und machte die „Kunst des Beobachtens“ zur Grundlage ihres Berufes. Eindeutig emanzipiert nahm sie Verfolgungen über Hausdächer auf, überwand mit einem Seil Höhen und Tiefen und verkleidete sich auch schon mal als Mann, um in Kleidungs- und Schuhwerkfragen gleichberechtigte Verfolgerin des Verfolgten zu sein”.
“Auffällig ist in den Nobody-Filmen die ausgeprägte Inszenierung des Blicks in Alltagssituationen – nicht irgendwelchen abenteuerlichen Umgebungen – und die Akzentuierung von Kleidung, nicht nur von Verkleidung. Es ist, als wäre aufregend genug, dass die Frau in der Öffentlichkeit auftritt und die Herrschaft über den Blick hat, als bedürfte es weiterer Attraktionen zu dem Augenblick nicht”.